# Ljusterhövden
Ljusterhövden är en sjö i Karlskrona kommun och Ronneby kommun i Blekinge och ingår i Nättrabyån-Ronnebyåns kustområde. Sjön är 15 meter djup, har en yta på 0,915 kvadratkilometer och befinner sig 109 meter över havet. Sjön avvattnas av vattendraget Listerbyån. Vid provfiske har bland annat abborre, braxen, gädda och mört fångats i sjön.

## Delavrinningsområde
Ljusterhövden ingår i det delavrinningsområde (625675-147100) som SMHI kallar för Utloppet av Ljusterhövden. Medelhöjden är 120 meter över havet och ytan är 13,36 kvadratkilometer. Det finns ett avrinningsområde uppströms, och räknas det in blir den ackumulerade arean 24,06 kvadratkilometer. Avrinningsområdets utflöde Listerbyån mynnar i havet. Avrinningsområdet består mestadels av skog (67 %). Avrinningsområdet har 1,75 kvadratkilometer vattenytor vilket ger det en sjöprocent på 13,1 %.

## Fisk
Vid provfiske har följande fisk fångats i sjön:
- Abborre
- Braxen
- Gädda
- Mört
- Sarv